# Pyrilia
Pyrilia es un género de aves psittaciformes perteneciente a la familia Psittacidae que agrupa a especies nativas del Neotrópico que se distribuyen desde el sureste de México hasta el sur da la Amazonia brasileña y norte de Bolivia. A sus miembros se les conoce por el nombre popular de loritos o cotorras.

## Lista de especies
Según el Congreso Ornitológico Internacional (IOC) Versión 4.3 - 2014  y Clements Checklist 6.9, el género agrupa a las siguientes 7 especies:
- Pyrilia aurantiocephala (Gaban-Lima,R, Raposo,MA & Hofling,E, 2002) - lorito calvo;[6]
- Pyrilia barrabandi (Kuhl, 1820) - lorito carinaranja;
- Pyrilia caica (Latham, 1790) - lorito caica;
- Pyrilia haematotis (Sclater, PL & Salvin, 1860) - lorito encapuchado;
- Pyrilia pulchra (Berlepsch, 1897) - lorito carirrosado;
- Pyrilia pyrilia (Bonaparte, 1853) - lorito cabecigualdo;
- Pyrilia vulturina (Kuhl, 1820) - lorito vulturina.

## Taxonomía
El género fue descrito por Charles Lucien Bonaparte en 1856, con Pyrilia pyrilia como especie tipo. Al  mismo tiempo Bonaparte propuso el género Gypopsitta, con Gypopsitta vulturina como especie tipo. Anteriormente, en 1854 Bonaparte describió en género Pionopsitta con Pionopsitta pileata como especie tipo. Sin embargo, los tres géneros fueron incorporados en Pinopsitta hasta que el análisis filogenético del ADN de todas las especies demostró que Pionopsitta pileata se separó tempranamente y está claramente diferenciada, por lo que se propuso clasificar las demás especies en un género diferente, Gypopsitta Bonaparte 1856. Finalmente se ha optado por utilizar el nombre Pyrilia para el género, porque fue propuesto primero, en mayo de 1856, tres meses antes que Gypopsitta.